# James while John had had had had had had had had had had had a better effect on the teacher
"James while John had had had had had had had had had had had a better effect on the teacher" là một câu tiếng Anh được dùng để chứng minh sự tối nghĩa của từ vựng nếu một câu thiếu các dấu chấm câu. Sự chấm câu phục vụ như một cách thay thế cho ngữ điệu, sự nhấn giọng, và sự ngừng lại được tìm thấy trong lời nói của con người.
Trong nghiên cứu về xử lý thông tin của con người, câu này được dùng để chứng minh rằng người đọc phụ thuộc như thế nào vào cách chấm câu để cho câu trở thành có nghĩa, đặc biệt là trong phạm vi đọc lướt qua các hàng chữ. Câu này đôi khi được đưa ra như một câu đố thử thách và người giải đáp phải thêm vào các dấu chấm câu.
Thí dụ này nói về hai học sinh tên James và John. Cả hai được yêu cầu làm một bài kiểm tra tiếng Anh mô tả một người đàn ông đã từng bị cảm lạnh trong quá khứ. John viết như sau "The man had a cold" (động từ to have ở thì quá khứ đơn giản) và bị giáo viên đánh dấu là sai. Trong khi đó, James viết đúng là "The man had had a cold." (động từ to have ở thì quá khứ hoàn thành). Vì James viết đúng nên điều đó đã có (had had) một tác động tốt hơn đối với giáo viên.
Câu này được hiểu rõ ràng hơn khi được thêm các dấu chấm câu và nhấn mạnh:
James, while John had had "had", had had "had had"; "had had" had had a better effect on the teacher.

Từ had viết nghiêng có nghĩa là từ had ở thì quá khứ hoàn thành.
(Tạm dịch: "James – trong khi John đã dùng "had" – thì đã dùng "had had"; "had had" đã có tác động tốt hơn đối với giáo viên.")

## Sử dụng
Câu này có thể được dùng như một bài thử thách về ngữ pháp hay một đề mục của một bài kiểm tra, mà trong đó người làm bài kiểm tra phải tìm cách chấm câu cho thích hợp để câu trở thành có nghĩa. Hans Reichenbach đã dùng một câu tương tự vào năm 1947 để làm bài tập cho người đọc ("John where Jack..."), để minh họa các cấp bậc ngôn ngữ khác nhau, đích danh là ngôn ngữ chủ đề và siêu ngôn ngữ.
Trong nghiên cứu tìm hiểu cách con người giải mã thông tin ra sao trong môi trường của họ, câu này được dùng để chứng minh rằng các quyết định tùy ý có thể làm thay đổi nghĩa của câu ngoạn mục như thế nào, giống như sự thay đổi cách chấm câu và dấu ngoặc kép trong câu có thể biến đổi đi ý nghĩa của câu rằng giáo viên có thể là thích cách viết của James hay là cách viết của John. ('James, while John had had "had," had...', hay 'James, while John had had "had had,"...').
Câu này cũng được dùng để chứng minh sự mơ hồ về ngữ nghĩa học của từ "had" cũng như để chứng minh sự khác biệt giữa việc sử dụng một từ và nhắc đến một từ. Câu này cũng được dùng như một thí dụ rằng ngôn ngữ có thể phức tạp như thế nào trong khi vẫn còn đúng cú pháp.